# Pedro de Cárdenas y Blancardi
Pedro de Cárdenas y Blancardi (Palermo, 1732 – Cadice, 13 ottobre 1810) è stato un ammiraglio spagnolo, distintosi nel corso della guerra anglo-spagnola, dove prese parte al grande assedio di Gibilterra e alla successiva battaglia di Capo Spartel..
Nominato vicecomandante della Escuadra dell'Oceano nel corso della guerre napoleoniche, si distinse particolarmente nella sfortunata battaglia di battaglia di Capo San Vincenzo (14 febbraio 1797) contro la flotta inglese dell'ammiraglio John Jervis, venendo poi sottoposto a corte marziale e assolto da ogni accusa. Divenuto Commissario straordinario all'artiglieria, fu elevato al rango di tenente generale il 9 ottobre 1802, fu Comandante dei battaglioni di fanteria di marina (16 maggio 1804-20 luglio 1808) e terminò la carriera militare come Comandante del Dipartimento navale di Cadice.

## Biografia
Nacque a Palermo nel 1732, figlio  di Don Agustín Cárdenas Piédrola y Reinosa e Doña María Blancardi. Dopo aver completato gli studi nella sua città natale, entrò dapprima nella marina mercantile e poi si arruolò come da tradizione all'epoca per gli appartenenti alle famiglie di alto lignaggio, nell'Ordine dei Cavalieri di Malta. Navigò per un certo periodo nel Mediterraneo orientale, prima di arruolarsi a domanda nella marina da guerra spagnola, entrando nella Compagnia dei guardiamarina di Cadice il 24 novembre 1750.
Superato il corso di studi navigò nel Mediterraneo e in acque spagnole a bordo di diverse navi, venendo promosso alférez de fregata il 20 marzo 1754, e alférez de navío il 23 giugno 1757. Promosso tenente di fregata con Real Orden a partire dal 12 aprile 1762, prestò servizio a bordo della navi che trasportavano la posta dalla madrepatria a Cartagena des Indias, Veracruz, L'Avana e San Juan di Porto Rico. Divenuto tenente de navío il 3 settembre 1767, assunse il comando di uno sciabecco con cui si distinse durante le operazioni di contrasto alla pirateria berbera, durante le quali rimase ferito, e promosso capitano di fregata il 21 aprile 1774 assunse il comando dell'arsenale di El Ferrol.
Nel 1776 assunse il comando di una fregata appartenente alla squadra navale al comando del Marchese di Tilly, che doveva scortare il convoglio che trasportava le truppe del generale Ceballos destinate alla riconquista delle colonie spagnole sottratte dai portoghesi. Salpato il 13 novembre dello stesso anno, prese successivamente parte alla riconquista dell'isola di Santa Catalina e della colonia del Sacramento, e dopo la firma del trattato di pace tra le due nazioni fu promosso cápitan de navío il 18 ottobre 1777, e qualche giorno dopo assunse il comando del vascello San Isidro. Arrivato con la sua nave nella baia di Cadice entrò a far parte della squadra navale agli ordini del tenente generale Luis de Córdova y Córdova in seno alla quale, il 9 marzo 1780, prese parte alla cattura di un grande convoglio britannico di 55 navi mercantili scortate da tre fregate, al largo di Capo Santa Maria, che fruttò un enorme bottino in uomini e mezzi valutato in oltre 1.000.000 di duros (ogni duros equivaleva a 8 monete reali). Nel 1781 la squadra di de Córdova si unì a quella francese del conte di Guichen operando, senza successo, nel canale della Manica. Nel 1782 partecipò al grande assedio di Gibilterra, distinguendosi il giorno 13 settembre per aver dapprima appoggiato con il fuoco dei cannoni della sua nave le batterie galleggianti agli ordini del generale Bonaventura Moreno fatte oggetto dal tiro di proiettili incendiari da parte degli inglesi, e poi per aver salvato gli equipaggi delle batterie galleggianti che si erano incendiate e stavano affondando. Gli inglesi organizzarono un convoglio di rifornimenti composto da 30 navi da guerra al comando dell'ammiraglio Lord Howe che riuscirono, complice una forte tempesta, a raggiungere Gibilterra e scaricare i rifornimenti per la guarnigione del generale George Augustus Eliott. Il tentativo di contrastare questa missione, compiuto da de Córdova, non sortì effetto e causò la perdita del vascello San Miguel che fece naufragio proprio sotto le mura della rocca di Gibilterra e fu poi incorporato nella Royal Navy. Quando la squadra inglese di Lord Howe riprese la rotta per l'Inghilterra, la squadra di de Córdova la intercettò il 20 ottobre 1782 al largo di Capo Spartel impegnandola in un infruttuoso combattimento durato cinque ore. Per essersi distinto nel corso della battaglia fu promosso brigadiere generale con Real Orden del 4 ottobre 1783. Trasferito sul vascello San Julián, al comando di esso effettuò un viaggio nelle Americhe raggiungendo Cartagena de Indias, La Guaira, Veracruz e L'Avana per rientrare successivamente nella baia di Cadice. Nel novembre 1789 fu promosso jefe de esquadra prestando servizio presso il Dipartimento di Cadice.
Nel 1795 riprese servizio in mare nella squadra dell'ammiraglio Juan de Lángara y Huarte che incrociò nella acque della Repubblica francese fino alla stipula del trattato di pace tra le due nazioni, rientrando a Cartagena nel 1796. Con lo scoppio della guerra contro la Gran Bretagna rientrò in servizio sotto gli ordini di José de Córdova y Ramos, che aveva sostituito de Lángara alla testa della Squadra dell'Oceano. Partecipò alla battaglia di Capo San Vincenzo (14 febbraio 1797) contro la flotta inglese dell'ammiraglio John Jervis alzando la sua insegna sul vascello da 112 cannoni Mejicano, e durante il corso del combattimento prestò aiuto al suo ammiraglio comandante che, lasciata la nave ammiraglia, l'imponente vascello a quattro ponti da 144 cannoni Santísima Trinidad, in grave difficoltà si era dapprima trasferito sulla fregata Diana, e poi aveva alzato la sua insegna sul vascello da 112 cannoni Conde de Regla. A causa delle gravi perdite sostenute tra il suo equipaggio, ma soprattutto per la disfatta spagnola, fu successivamente sottoposto a corte marziale che lo scagionò da tutte le accuse mossegli, e lo segnalò al Re per il suo coraggioso comportamento tenuto nel corso del combattimento. Carlo IV gli assegno la encomienda di Adelfa dell'Ordine di Alcantara, di cui poté divenire solo amministratore in quanto già Cavaliere dell'Ordine di Malta.
Assegnato temporaneamente in servizio al Dipartimento di Cadice, il 1 dicembre 1801 fu nominato Commissario straordinario all'artiglieria, e il 9 ottobre 1802 elevato al rango di tenente generale. Il 1 novembre dello stesso anno lasciò il suo incarico non ricoprendone altri fino al 16 maggio 1804 quando fu nominato Comandante dei battaglioni di fanteria di marina. Il 20 luglio 1808 fu nominato Comandante ad interim del Dipartimento di Cadice, divenendone effettivo con Real Orden del 15 aprile 1809. La morte lo colse presso la sua abitazione sull'isola del León, a Cadice, il 13 ottobre 1810.

### Annotazioni
1. ↑  Suo padre era nativo di Andúiar e sua madre di Palermo.
2. ↑  Esse furono poi incorporate nella flotta spagnola con i nomi di Cólon, Santa Balbina e Santa Paula.
3. ↑  Vennero catturati oltre 3.000 ufficiali e marinai inglesi, e 1.800 soldati.

### Fonti
1. 1 2 3 4 5 6 7 8 9 10 11 12 13  Todoavante.
2. 1 2 3 4 5 6 7 8  Blanco Núñez 2016, p. 110.
3. ↑  Dalmiro de la Válgoma y Finestrat Barón de Válgoma, Real Compañía de Guardia Marinas y Colegio Naval. Catálogo de pruebas de Caballeros aspirantes, Instituto Histórico de Marina, Madrid, 1944 a 1956. 7 Tomos.
4. ↑  Duro 1900, p. 328.
5. ↑  Duro 1900, p. 325.
6. ↑  Duro 1900, p. 339.
7. 1 2  Duro 1902, p. 90.
8. ↑  Duro 1902, p. 95.
9. ↑  Duro 1902, p. 100.